# Vauconcourt-Nervezain
Vauconcourt-Nervezain és un municipi francès situat al departament de l'Alt Saona i a la regió de Borgonya - Franc Comtat. L'any 2007 tenia 220 habitants.

## Demografia

### Població
El 2007 la població de fet de Vauconcourt-Nervezain era de 220 persones. Hi havia 100 famílies, de les quals 28 eren unipersonals (8 homes vivint sols i 20 dones vivint soles), 44 parelles sense fills, 24 parelles amb fills i 4 famílies monoparentals amb fills.
La població ha evolucionat segons el següent gràfic:
Habitants censats

### Habitatges
El 2007 hi havia 127 habitatges, 100 eren l'habitatge principal de la família, 19 eren segones residències i 8 estaven desocupats. 119 eren cases i 7 eren apartaments. Dels 100 habitatges principals, 76 estaven ocupats pels seus propietaris, 20 estaven llogats i ocupats pels llogaters i 4 estaven cedits a títol gratuït; 2 tenien dues cambres, 11 en tenien tres, 28 en tenien quatre i 59 en tenien cinc o més. 71 habitatges disposaven pel capbaix d'una plaça de pàrquing. A 46 habitatges hi havia un automòbil i a 38 n'hi havia dos o més.

### Piràmide de població
La piràmide de població per edats i sexe el 2009 era:
| Homes | Edats   | Dones |
| ----- | ------- | ----- |
| 0     | 95 o +  | 0     |
| 4     | 90 a 94 | 0     |
| 4     | 85 a 89 | 8     |
| 4     | 80 a 84 | 4     |
| 8     | 75 a 79 | 8     |
| 4     | 70 a 74 | 12    |
| 4     | 65 a 69 | 4     |
| 4     | 60 a 64 | 4     |
| 0     | 55 a 59 | 8     |
| 0     | 50 a 54 | 0     |
| 16    | 45 a 49 | 0     |
| 8     | 40 a 44 | 8     |
| 12    | 35 a 39 | 4     |
| 8     | 30 a 34 | 4     |
| 8     | 25 a 29 | 16    |
| 4     | 20 a 24 | 0     |
| 0     | 15 a 19 | 4     |
| 4     | 10 a 14 | 4     |
| 8     | 5 a 9   | 0     |
| 12    | 0 a 4   | 4     |

## Economia
El 2007 la població en edat de treballar era de 122 persones, 85 eren actives i 37 eren inactives. De les 85 persones actives 79 estaven ocupades (42 homes i 37 dones) i 6 estaven aturades (4 homes i 2 dones). De les 37 persones inactives 21 estaven jubilades, 4 estaven estudiant i 12 estaven classificades com a «altres inactius».

### Ingressos
El 2009 a Vauconcourt-Nervezain hi havia 100 unitats fiscals que integraven 228 persones, la mediana anual d'ingressos fiscals per persona era de 15.558,5 €.

### Activitats econòmiques
Dels 6 establiments que hi havia el 2007, 1 era d'una empresa alimentària, 1 d'una empresa de construcció, 2 d'empreses de transport, 1 d'una empresa d'hostatgeria i restauració i 1 d'una empresa de serveis.
L'únic servei als particulars que hi havia el 2009 era un restaurant.
L'únic establiment comercial que hi havia el 2009 era una fleca.
L'any 2000 a Vauconcourt-Nervezain hi havia 9 explotacions agrícoles.

## Poblacions més properes
El següent diagrama mostra les poblacions més properes.